# Szuojarvi járás

A Szuojarvi járás Karéliában

A Szuojarvi járás (oroszul Суоя́рвский район) Oroszország egyik járása Karéliában. Székhelye Szuojarvi.

## Népesség
- 2002-ben 24 028 lakosa volt, melynek 67,8%-a orosz, 13%-a fehérorosz, 10,2%-a karjalai, 3%-a ukrán, 1%-a finn.
- 2010-ben 18 814 lakosa volt.